# Elattoneura nigerrima
Elattoneura nigerrima är en trollsländeart som först beskrevs av Harry Hyde Laidlaw, Jr. 1917.  Elattoneura nigerrima ingår i släktet Elattoneura och familjen Protoneuridae. IUCN kategoriserar arten globalt som otillräckligt studerad. Inga underarter finns listade i Catalogue of Life.